# Timus
Timus ili prsna žlijezda (lat. thymus) je organ smješten u prednjem, gornjem dijelu prsnog koša odnosno medijastinuma. Timus je središnji organ imunološkog sustava. Kod novorođenčeta i djece je dobro razvijen, dok poslije puberteta dolazi do njegove involucije i pretvaranja u masno tijelo.

## Oblik i građa
Kod novorođenčeta i djece je svijetloružičaste boje, dobro razvijen i težine oko 15 grama. Timus je najaktivniji oko 3 godine života i stalno se povećava do puberteta, kada dostiže maksimalnu veličinu (ali ne i funkciju). Tada je sivožute boje i mekane konzistencije. Dužina timusa je tada oko 5-6 cm, širina 3-4 cm, težina oko 35-40 grama. Poslije puberteta počinje lagana razgradnja funkcionalnog tkiva timusa, koje zamjenjuje masno tkivo (lat. corpus adiposum thymicum). Nekad je tkivo timusa očuvano i u odmaklom životu (lat. thymus persistens).
Timus se sastoji iz 2 režnja jajastog oblika od kojih je obično desni režanj veći. U sredini su režnjevi spojenim mostom timusnog tkiva. Svaki režanj je obavijen čahurom (lat. capsula thymi) i sastavljen je od velikog broja malih režnjeva koji su međusobno razdvojeni pregradama vezivnog tkiva. Režnjić je građen kao limfatični organ. Njegov periferni dio je kora i u njoj se nalaze gusto zbijeni T-limfociti. Središnji dio režnjića je srž. Ona je bogata krvnim žilama i vezivnim tkivom. U srži se nalaze specifična Hassallova tjelašca.
Timus je gornjim rubom prsne kosti podijeljen na vratni i prsni dio.

### Vratni dio timusa
To je manji dio i čini oko jednu trećinu timusa. Nalazi se između površinskog (lat. lamina superfacialis) i srednjeg lista (lat. lamina pretrahealis) fascije vrata. S gornje strane doseže do donjeg ruba štitne žlijezde. Ispred vratnog dijela timusa nalaze se mišići podjezične kosti, a iza dušnik i limfni čvorovi vrata. Bočno i odostraga s obje strane leže zajedničke karotidne arterije.

### Prsni dio timusa
Ovaj dio je smješten u prednjem dijelu medijastinuma i doseže do razine 4. rebra. Gornji dio ove polovine naliježe direktno na prsnu kost, dok se donji dio naslanja na prednji sinus (lat. recessus costomediastinalis) pleure. Bočno leži medijastinalni sinus pleure. Odostraga timus naliježe na gornji dio perikarda i velike krvne žile prsnog koša: gornju šuplju venu, brahiocefalične vene, lijevu potključnu arteriju, i lijeevu zajedničku karotidnu arteriju. Iza prsnog dijela timusa prolaze i oba frenička živca (lat. nervus phrenicus) i lijevi vagus (lat. nervus vagus).

## Krvne žile timusa
Timus krv opskrbljuju male timusne arterije (lat. rami thymici), koje se najčešće izdvajaju iz nutarnje prsne arterije (lat. a. thoracica interna). Neke manje arterije koje opskrbljuju timus potiču i od donje arterije štitaste žlijezde (lat. arteria thyroidea inferior).
Vene timusa su male i odvode krv najvećim dijelom u lijevu brahiocefaličnu venu.

## Funkcija timusa
Timus ima važnu ulogu u sazrijevanju T limfocita i razvoju imunološke tolerancije. T limfociti su obrambene stanice koje mogu prepoznati i ukloniti razne strane faktore. Imunološke stanice prepoznaju stanice organizma kao ”svoje” i ne reagiraju protiv njih, što se naziva imunološka tolerancija. U protivnom ako dođe do reakcije imunoloških stanica protiv vlastitog organizma dolazi do nastanka autoimunih bolesti.
U timusu se putem apoptoze uklanjaju oni T limfociti koji su autoreaktivni (antigene vlastitog tijela prepoznaju kao strane), kao i oni koji ne reagiraju u dovoljnoj mjeri ni na jedan antigen, što predstavlja negativnu selekciju. S druge strane, iz timusa u perifernu cirkulaciju odlaze samu oni T limfociti koji prema stranim antigenima reagiraju u dovoljnoj mjeri (pozitivna selekcija). Ovi procesi se odigravaju u interakciji između specijalnih antigen-prezentirajućih stanica i nezrelih T-limfocita.